# フィリップ・スタリコフ
フィリップ・ニカノロヴィッチ・スタリコフ（ロシア語: Филипп Никанорович Стариков, 1896年11月2日 - 1980年10月2日）は、ソ連の軍人。中将

## 経歴
ノヴォ・トルマツカヤ村（現キーロフ州ウルジュムスキー地区）出身。1915年、兵卒としてロシア帝国軍に勤務。
1918年から赤軍。ロシア内戦時、小隊長として、東部、南部、トルケスタン戦線で白軍・バスマチと戦う。1920年、サマラ歩兵指揮要員課程を修了。1924年から共産党員。1925年、大隊長。1928年、「射撃」課程を修了。1930年、パミール支隊長。1931年、師団参謀部第1班長。1932年、狙撃連隊長、1937年9月、狙撃師団長、1938年10月、第19狙撃軍団長。ソ・フィン戦争に参加。1940年7月、赤軍歩兵監察局勤務。
独ソ戦勃発時、ルガ作戦集団東部戦区長、後に第23軍副司令官を務める。1941年12月、シニャヴィンスク作戦軍集団司令官、後に第8軍副司令官、ヴォルホフ作戦集団司令官。1942年4月から終戦まで第8軍司令官を務め、レニングラードの防衛・封鎖解除、ムギンスク、ノヴゴロド・ルガ、ナルヴァ、タリン、モーンズンド上陸作戦に参加した。
1945年～1949年、モスクワ軍管区副司令官、ソ連国防省監察総監狙撃兵総監補、参謀本部軍事アカデミー先任講師を歴任。1949年、参謀本部軍事アカデミー附属高等学術課程を修了。1949年～1951年と1953年～1954年、全ソ陸海空軍後援会副議長。1951年～1953年、ソ連閣僚会議で働く。1954年7月、モスクワ対外貿易大学講座長。1955年、予備役編入。

## パーソナル
レーニン勲章、赤旗勲章3個、一等スヴォーロフ勲章、一等クトゥーゾフ勲章、赤星勲章を受章。